# فيرديم (فيروس حاسوب)
فيرديم (بالإنجليزية: Virdem)‏ هو أوَّل فيروس ملفات ‏ معروف، كان مُوجهًا لنظام إم إس-دوس. كتبه رالف برجر (بالإنجليزية: Ralf Burger)‏ باعتباره برنامجًا توضيحيًّا لمؤتمر في نادي كايوس للحاسوب. ينتشر الفيروس عن طريق إرفاق نفسه بملفات كوم التنفيذيَّة [الإنجليزية]. يُعتبر مِن أقدم الفيروسات الحاسوبيَّة المُوجهة لحواسيب إم إس-دوس.
في ديسمبر 1986، قام مُؤلِّف الفيروس بتوزيعهِ في مؤتمر لنادي كايوس للحاسوب، وذلك في هامبورغ، ألمانيا. يقوم الفيروس بنسخ نفسه وإرفاق تلك النسخة بأي ملف كوم تنفيذيّ [الإنجليزية]. لم يكن فيرديم فيروسًا ضارًا إلى حدٍ ما.